# 1. FUTSAL liga 2020/2021
V soubojích 29. ročníku 1. české futsalové ligy 2020/21 (oficiálním názvem 1. FUTSAL liga) se utkalo v základní části 12 týmů dvoukolovým systémem. Po 22 kolech žádný tým nesestupoval, prvních osm klubů postoupilo do vyřazovací části. Tam se hrálo na tři vítězné zápasy. Ve finálové sérii zvítězil tým SK Interobal Plzeň, který ve třech zápasech porazil FK Chrudim.

## Haly a umístění
| Tým                         | Hala                              | Kapacita |
| --------------------------- | --------------------------------- | -------- |
| FK Chrudim                  | Sportovní hala Města Chrudim      | 720      |
| SK Interobal Plzeň          | Sportovní hala Lokomotiva         | 1500     |
| AC Sparta Praha             | UNYP Arena                        | 2500     |
| Svarog FC Teplice           | Sportovní hala Teplice            | 850      |
| SK Slavia Praha             | Sportovní hala Eden               | 1000     |
| Helas Brno                  | Sportovní hala Vodova             | 3500     |
| FTZS Liberec                | Dukla Liberec                     | 1200     |
| Dynamo PCO České Budějovice | Lokomotiva České Budějovice       | 200      |
| Démoni Česká Lípa           | Městská sportovní hala Česká Lípa | 400      |
| SK Olympik Mělník           | Sportovní hala Mělník             | 280      |
| Žabinští Vlci Brno          | Sportovní hala Bohunice           | 300      |
| FC Rapid Ústí nad Labem     | Sportcentrum Sluneta              | 1200     |

## Ligová tabulka
| Poř. | Tým                         | Z  | V  | R | P  | VG  | OG  | B  |
| ---- | --------------------------- | -- | -- | - | -- | --- | --- | -- |
| 1.   | SK Interobal Plzeň          | 22 | 18 | 3 | 1  | 140 | 40  | 57 |
| 2.   | FK Chrudim                  | 22 | 18 | 3 | 1  | 104 | 21  | 57 |
| 3.   | Svarog FC Teplice           | 22 | 18 | 0 | 4  | 102 | 56  | 54 |
| 4.   | AC Sparta Praha             | 22 | 15 | 1 | 6  | 99  | 63  | 46 |
| 5.   | SK Slavia Praha             | 22 | 13 | 3 | 6  | 120 | 69  | 42 |
| 6.   | Helas Brno                  | 22 | 9  | 1 | 12 | 84  | 93  | 28 |
| 7.   | FTZS Liberec                | 22 | 8  | 2 | 12 | 73  | 97  | 26 |
| 8.   | SK Olympik Mělník           | 22 | 7  | 1 | 14 | 65  | 118 | 22 |
| 9.   | Dynamo PCO České Budějovice | 22 | 6  | 0 | 16 | 61  | 106 | 18 |
| 10.  | Žabinští Vlci Brno          | 22 | 5  | 2 | 15 | 70  | 126 | 17 |
| 11.  | FC Rapid Ústí nad Labem     | 22 | 2  | 4 | 16 | 83  | 160 | 10 |
| 12.  | Démoni Česká Lípa           | 22 | 2  | 2 | 18 | 61  | 113 | 8  |

Poznámky
- Z = Odehrané zápasy; V = Vítězství; R = Remízy; P = Prohry; VG = Vstřelené góly; OG = Obdržené góly; B = Body

|  | Postup do vyřazovací části soutěže |

### Hráčské statistiky

#### Góly
| Poř. | Hráč           | Tým                | Gól |
| ---- | -------------- | ------------------ | --- |
| 1.   | David Jošt     | SK Slavia Praha    | 35  |
| 2.   | Tomáš Vnuk     | SK Interobal Plzeň | 30  |
| 3.   | Michal Holý    | SK Interobal Plzeň | 24  |
| 4.   | Michal Seidler | SK Interobal Plzeň | 23  |
| 4.   | Dominik Havlín | Žabinští Vlci Brno | 23  |

#### Asistence
| Poř. | Hráč           | Tým                | Gól |
| ---- | -------------- | ------------------ | --- |
| 1.   | Tomáš Vnuk     | SK Interobal Plzeň | 34  |
| 1.   | Deco           | Svarog FC Teplice  | 34  |
| 3.   | Angellot       | AC Sparta Praha    | 26  |
| 4.   | Michal Seidler | SK Interobal Plzeň | 21  |
| 5.   | Jan Homola     | SK Slavia Praha    | 19  |

## Vyřazovací část

### Pavouk
|  | Čtvrtfinále | Čtvrtfinále        | Čtvrtfinále |                   |   | Semifinále         | Semifinále | Semifinále |  |  | Finále | Finále             | Finále |
|  |             |                    |             |                   |   |                    |            |            |  |  |        |                    |        |
|  | 1           | SK Interobal Plzeň | 3           |                   |   |                    |            |            |  |  |        |                    |        |
|  | 8           | SK Olympik Mělník  | 0           |                   |   |                    |            |            |  |  |        |                    |        |
|  | 8           | SK Olympik Mělník  | 0           |                   | 1 | SK Interobal Plzeň | 3          |            |  |  |        |                    |        |
|  |             |                    |             |                   | 1 | SK Interobal Plzeň | 3          |            |  |  |        |                    |        |
|  |             |                    | 5           | SK Slavia Praha   | 0 |                    |            |            |  |  |        |                    |        |
|  | 4           | AC Sparta Praha    | 5           | SK Slavia Praha   | 0 | 2                  |            |            |  |  |        |                    |        |
|  | 4           | AC Sparta Praha    |             |                   |   | 2                  |            |            |  |  |        |                    |        |
|  | 5           | SK Slavia Praha    | 3           |                   |   |                    |            |            |  |  |        |                    |        |
|  |             |                    |             |                   |   |                    |            |            |  |  | 1      | SK Interobal Plzeň | 3      |
|  |             |                    | 2           | FK Chrudim        | 0 |                    |            |            |  |  |        |                    |        |
|  | 2           | FK Chrudim         | 3           |                   |   |                    |            |            |  |  |        |                    |        |
|  | 7           | FTZS Liberec       | 0           |                   |   |                    |            |            |  |  |        |                    |        |
|  | 7           | FTZS Liberec       | 0           |                   | 2 | FK Chrudim         | 3          |            |  |  |        |                    |        |
|  |             |                    |             |                   | 2 | FK Chrudim         | 3          |            |  |  |        |                    |        |
|  |             |                    | 3           | Svarog FC Teplice | 1 |                    |            |            |  |  |        |                    |        |
|  | 3           | Svarog FC Teplice  | 3           | Svarog FC Teplice | 1 | 3                  |            |            |  |  |        |                    |        |
|  | 3           | Svarog FC Teplice  |             |                   |   | 3                  |            |            |  |  |        |                    |        |
|  | 6           | Helas Brno         | 0           |                   |   |                    |            |            |  |  |        |                    |        |

### Čtvrtfinále
| Tým A              | Výsledek série | Tým B             | Výsledky jednotlivých zápasů    |
| ------------------ | -------------- | ----------------- | ------------------------------- |
| SK Interobal Plzeň | 3:0            | SK Olympik Mělník | 2:1, 6:0, 4:0                   |
| AC Sparta Praha    | 2:3            | SK Slavia Praha   | 0:1, 5:4, 6:5 pp., 1:2 pp., 4:5 |
| FK Chrudim         | 3:0            | FTZS Liberec      | 11:2, 4:1, 12:1                 |
| Svarog FC Teplice  | 3:0            | Helas Brno        | 3:2, 3:2, 7:1                   |

### Semifinále
| Tým A              | Výsledek série | Tým B             | Výsledky jednotlivých zápasů |
| ------------------ | -------------- | ----------------- | ---------------------------- |
| SK Interobal Plzeň | 3:0            | SK Slavia Praha   | 2:1, 4:2, 5:1                |
| FK Chrudim         | 3:1            | Svarog FC Teplice | 2:1, 2:1, 2:3 np., 5:3       |

### Finále
| Tým A              | Výsledek série | Tým B      | Výsledky jednotlivých zápasů |
| ------------------ | -------------- | ---------- | ---------------------------- |
| SK Interobal Plzeň | 3:0            | FK Chrudim | 3:2 pp., 3:2, 4:1            |

### Hráčské statistiky

#### Góly
| Poř. | Hráč          | Tým                | Gól |
| ---- | ------------- | ------------------ | --- |
| 1.   | Tomáš Vnuk    | SK Interobal Plzeň | 10  |
| 2.   | David Drozd   | FK Chrudim         | 8   |
| 3.   | Lukáš Rešetár | SK Interobal Plzeň | 7   |
| 3.   | Éverton       | FK Chrudim         | 7   |
| 5.   | Yuri          | FK Chrudim         | 7   |
| 5.   | Joao Salla    | Svarog FC Teplice  | 7   |

#### Asistence
| Poř. | Hráč            | Tým                | Gól |
| ---- | --------------- | ------------------ | --- |
| 1.   | Michal Holý     | SK Interobal Plzeň | 11  |
| 2.   | Daniel de Sousa | SK Slavia Praha    | 6   |
| 2.   | Yuri            | FK Chrudim         | 6   |
| 2.   | Éverton         | FK Chrudim         | 6   |
| 2.   | Azem Brahimi    | AC Sparta Praha    | 6   |